# KBC (groupe financier)
Pour les articles homonymes, voir KBC (homonymie).
KBC (KBC Groupe SA) (LuxSE : KBC, Euronext : KBC) est un groupe financier belge de banque et d'assurances qui est issu de la fusion en 2005 de KBC Bancassurance Holding, lui-même issu de la fusion en 1998 de Kredietbank, ABB-assurances et CERA ainsi que de sa société mère Almanij. C'est la 15e plus grande banque d'Europe par capitalisation boursière. KBC est un Forbes Global 2000. Son siège social est établi Avenue du port, à Molenbeek-Saint-Jean (Bruxelles).

## Historique

### 1998: naissance, développement
KBC Bancassurance Holding est issue de la fusion, en 1998 de la Kredietbank, ABB-assurances et la Banque CERA (Kredietbank, ABB Insurance, CERA Bank), toutes détenues par Almanij.
En mars 1999, KBC bénéficie d'un prêt de 99 millions d'euros de la part de la Banque européenne d'investissement pour soutenir des investissements de petite et moyenne taille dans des secteurs clés. La même année, KBC fait l'acquisition du tchèque ČSOB.
Le groupe se développe dans le domaine de la banque privée avec un accord d'adossement de Richelieu Finance en France en 2007 et l'acquisition de Puilaetco en 2004.

### 2008: crise, désinvestissement
En 2008, KBC fait face à de graves problèmes financiers, nécessitant l'intervention de l'État belge. Elle reçoit 7 milliards d'euros d'aide. Depuis, KBC se restructure, comme lui demande la Commission européenne, en vendant notamment une de ses filiales bancaires en Belgique, Centea, pour 567 millions d'euros, ou encore sa filiale d'assurances KBC Fidea. En deux ans, le bénéfice net de KBC aura été divisé par deux et sa capitalisation boursière aura été divisée par trois.
En septembre 2011, l'agence de notation Moody's dégrade la note à long terme de KBC d'un cran, de Aa3 à A1. En janvier 2012, l'agence Fitch Ratings dégrade également la note à long terme de KBC de A à A-.
En octobre 2011, le groupe KBC cède sa filiale KBL, banque privée luxembourgeoise, à Precision Capital, un holding appartenant à l'État du Qatar, pour un montant proche de 1,35 milliard d'euros. KBL dispose alors de 47 milliards d'euros d'avoirs en gestion et de 38,2 milliards d'euros d'actifs en dépôt.
En mai 2013, la société de gestion française Shânti Asset Management porte plainte contre KBC pour lui avoir vendu des CDO – des dérivés de crédit en partie responsables la crise des subprimes – avec garantie de remplacement si ces actifs devenaient défaillants, engagement que KBC n'a pas tenu.
En juillet 2013, KBC rembourse 1,75 milliard d'euros aux pouvoirs publics flamands, et 500 millions d'euros en janvier 2014.
En septembre 2014, KBC annonce la liquidation progressive de la Banque Diamantaire Anversoise (ADB) pour insuffisance de trésorerie et échec dans la recherche d'un repreneur,. En 2019, elle décide de supprimer 1 400 emplois en Belgique d'ici à 2022.
Les ONG sud-africaines Open Secrets et Center for Applied Legal Studies déposent plainte en 2018 auprès de l'Organisation de coopération et de développement économique (OCDE) contre KBC pour son rôle présumé dans le financement du régime de l'apartheid en Afrique du Sud entre 1977 et 1994 en dépit de l'embargo de l'ONU.
En octobre 2021, KBC annonce la vente de ses activités en Irlande à Bank of Ireland, pour 5 milliards d'euros.

## Activités
KBC est un holding financier actif dans le domaine bancaire et les assurances, indépendant, de taille moyenne, ciblant particulièrement les particuliers et les petites et moyennes entreprises, actif dans plusieurs pays européens.
KBC emploie environ 38 356 employés. Outre la Belgique, où KBC est le troisième groupe de banque et assurances, des implantations existent en Europe centrale, par exemple en Hongrie, République tchèque (Československá obchodní banka) et Slovaquie.

## Filiales
- KBC : en Flandre et en Ostbelgien ;
- KBC Brussels : à Bruxelles ;
- CBC Banque & Assurance : en Wallonie ;
- ČSOB en République tchèque et en Slovaquie ;
- K&H Bank (en) : en Hongrie ;
- CIBANK et DZI Insurance : en Bulgarie ;

## Actionnaires
Liste des principaux actionnaires au 1er octobre 2019.
| Nom                                                       | Actions    | %        |
| KBC Ancora                                                | 77 516 380 | 18,6 %   |
| MRBB of Maatschappij Voor Roerend Bezit Van De Boerenbond | 47 887 696 | 11,5 %   |
| Cera CVBA                                                 | 11 127 166 | 2,67 %   |
| William Blair Investment Management                       | 2 083 446  | 0,50 %   |
| Principal Global Investors                                | 371 715    | 0,089 %  |
| Teacher Retirement System of Texas                        | 281 742    | 0,068 %  |
| Allianz Global Investors                                  | 63 218     | 0,015 %  |
| KBC Group                                                 | 50 282     | 0,012 %  |
| Nationwide Fund Advisors                                  | 39 521     | 0,0095 % |
| Amundi Pioneer Asset Management                           | 38 475     | 0,0092 % |

## Investissement dans le charbon
KBC a été critiqué pour ses politiques d’investissement dans les énergies fossiles. Selon un rapport de 2015 de l’ONG belge Fairfin, KBC a investi 2,4 milliards de dollars dans les énergies fossiles en 10 ans (2004-2014) via des prêts ainsi que l’émission d’actions et d’obligations. En comparaison, KBC n'a consacré que 929 millions de dollars à l'énergie renouvelable.
Après que KBC a, en 2016, revu sa politique de développement durable, Banktrack, le réseau mondial des organisations non gouvernementales coopérant dans le champ des banques privées a publié une analyse à son sujet : le rapport reconnaît les progrès accomplis sur les énergies fossiles, mais critique une exception en République tchèque, où la banque continue à financer l'Industrie du charbon. Le rapport indique : « Nous accueillons positivement la nouvelle restriction générale sur le charbon, cependant, l’exception qui s’applique aux entreprises de charbon tchèques est inquiétante. »
En 2017, la Coalition belge pour le climat a publié un rapport sur les investissements dans les énergies fossiles des quatre banques principales en Belgique (KBC, ING, BNP Paribas et Belfius). Dans ce rapport, l’exception tchèque a également été critiquée : « Les exceptions offertes à l’extraction de charbon en République tchèque ne sont pas en ligne avec les délais stricts qui sont imposés par la science climatique. »